# Mổ lấy thai
Mổ lấy thai (sinh mổ, mổ bắt con, mổ Cesar) là một phẫu thuật nhằm lấy thai nhi, nhau thai, màng ối bằng một vết mổ qua thành bụng và thành tử cung còn nguyên vẹn.
Định nghĩa này không bao gồm việc mổ bụng lấy một thai ngoài tử cung, nằm trong ổ bụng, hay lấy một thai đã rơi một phần hay toàn bộ vào trong ổ bụng do vỡ tử cung.

## Lịch sử

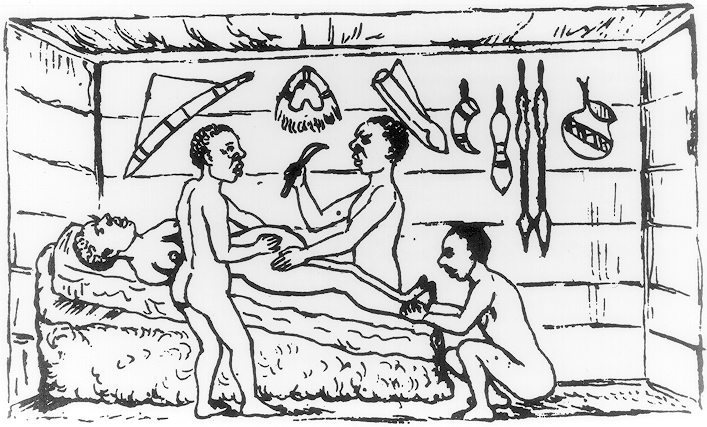
Một cuộc mổ được thực hiện thành công bởi những người bản xứ ở Kahura, Uganda được R. W. Felkin quan sát thấy vào năm 1879

Năm 1581, Francois Rousset có đề cập đến mổ lấy thai, nhưng bản thân ông chưa bao giờ làm cũng như chứng kiến một cuộc phẫu thuật như thế này.
Mổ lấy thai thực hiện trên người sống lần đầu tiên vào khoảng đầu thế kỷ 17. Tuy nhiên tỉ lệ tử vong do mổ lấy thai vào thời gian này còn rất cao do hạn chế về gây mê và nguy cơ nhiễm trùng cao.

Một bệnh nhân sau cuộc mổ năm 1822

1882, Sanger đưa ra một phương pháp mổ lấy thai theo đường mổ dọc thân tử cung – mà ngày nay được gọi là phương pháp cổ điển.
1912, Kronig đề nghị một phương pháp mổ lấy thai bằng đường mổ đứng dọc đoạn dưới tử cung. Phương pháp này sau đó được Beck (1919) và De Lee (1922) cải tiến và áp dụng rộng rãi ở Hoa Kỳ.
Cuối cùng, vào năm 1926, Kerr miêu tả một đường mổ lấy thai ngang đoạn dưới tử cung, và đây là đường mổ được áp dụng phổ biến nhất cho đến tận ngày nay.

## Tỷ lệ
Đầu thế kỷ 20, tỷ lệ mổ lấy thai còn rất thấp, khoảng 0,6–5%. Nhưng ngày nay, nhờ sự phát triển của gây mê hồi sức, của phương tiện vô khuẩn mà chỉ định của mổ lấy thai ngày càng cao.
Tỷ lệ mổ lấy thai ở Mỹ là khoảng 21.2% (1998).
Sự gia tăng đó là do (1) mổ lấy thai thay cho các thủ thuật lấy thai bằng forceps cao và trung bình (2) mổ lấy thai dự phòng trong ngôi mông (1990, 83% trường hợp ngôi mông được mổ lấy thai (theo Notzon và cs)) (3) phát hiện sớm và đánh giá đúng mức suy thai nhờ máy monitoring sản khoa (4) mổ lấy thai ở những bệnh nhân có vết mổ lấy thai cũ.

## Chỉ định

### Chỉ định từ phía mẹ
- Âm đạo có sẹo do phẫu thuật tạo hình, rách và khâu trong những lần sinh trước...
- Có vật cản trở ở đường sinh dục của mẹ (khối u ác hay condylom sùi).
- Cổ tử cung có sẹo do viêm loét, do đốt điện, khoét chóp, cắt cụt cổ tử cung hay cổ tử cung có khối u... làm cổ tử cung không xoá và mở được.
- Khối tiền đạo như u buồng trứng, u xơ tử cung.

### Chỉ định từ phía con
- Ngôi bất thường:
  - Ngôi mặt cằm ngang và cằm sau
  - Ngôi trán
  - Ngôi ngang không thực hiện xoay thai
  - Con so ngôi mông, ước lượng cân thai trên 3 kg
  - Ngôi mông + một bất thường khác
- Thai có dị tật bẩm sinh
- Suy thai trong chuyển dạ
- Mẹ có nhiễm Herpes sinh dục đang tiến triển (đặc biệt là ở lần nhiễm đầu tiên)
- Mẹ nhiễm HIV.

### Chỉ định từ cả mẹ và con
Với chỉ định mổ lấy thai trong những trường hợp này sẽ có lợi cho cả hai mẹ con. Đó là:
- Nhau tiền đạo trung tâm và phần lớn các trường hợp nhau tiền đạo bán trung tâm.
- Bất xứng đầu chậu.
- Các chống chỉ định của chuyển dạ sanh ngã âm đạo ví dụ vết mổ cũ.

### Những chỉ định khác
Có thể tóm tắt lại các chỉ định của mổ lấy thai trong 4 chỉ định sau, đó 4 chỉ định thường gặp nhất của mổ lấy thai là: Mẹ có vết mổ cũ trên thân tử cung, ngôi mông, thai suy và sanh khó - chiếm 85% tổng số các trường hợp sanh mổ.
Lưu ý: tuyệt đối không có chỉ định mổ lấy thai theo yêu cầu của bệnh nhân.

### Chống chỉ định
Thực ra không có chống chỉ định của mổ lấy thai nếu như đã có chỉ định. Nhưng trong một số trường hợp phải cân nhắc. Ví dụ: cuộc mổ có nguy cơ đe doạ tính mạng bà mẹ (như bà mẹ có bệnh phổi nặng), cũng không nên mổ lấy thai ở những thai có bất thường nhiễm sắc thể (trisomie 13 hay 18) hoặc thai có di tật bẩm sinh không thể sống được nếu được mổ lấy ra.

## Chuẩn bị trước mổ
Những điều sau cần chuẩn bị cho bệnh nhân
- Giải thích cho bệnh nhân.
- Bệnh nhân nhịn ăn 8 giờ trước cuộc mổ (đối với bệnh nhân mổ chương trình).
- Đặt máy monitor sản khoa theo dõi tim thai và cơn gò của mẹ.
- Chuẩn bị đường truyền tĩnh mạch.
- Dự trù máu.
- Các chuẩn bị khác cho một cuộc mổ bụng.
- Một số xét nghiệm cần làm: công thức máu, nhóm máu, đông cầm máu, siêu âm đánh giá lại thai.

## Các giai đoạn của cuộc mổ lấy thai

### Thời điểm mổ lấy thai
Thích hợp nhất là khi đã vào chuyển dạ, lúc này đoạn dưới tử cung đã được thành lập.
Đối với mổ lấy thai vì vết mổ cũ, các bác sĩ thường mổ ngay lúc bắt đầu chuyển dạ, thai nhi đã trưởng thành, và cổ tử cung đã mở tránh nguy cơ bế sản dịch.
Đối với vết mổ cũ dọc thân tử cung, thì các bác sĩ lại chủ động mổ sớm vì nguy cơ nứt vết mổ cũ, vỡ tử cung ngay cả khi chưa có chuyển dạ.

### Chọn phương pháp vô cảm
Các phương pháp vô cảm thường dùng là mê nội khí quản, tê ngoài màng cứng và tê tuỷ sống.
- Gây tê ngoài màng cứng: kỹ thuật khó nhưng có nhiều lợi điểm do ít tác dụng phụ, thuốc không vào máu, không đến được thai. Nên phương pháp này hay được chọn lựa, nhất là trong trường hợp mổ lấy thai ở bệnh nhân vết mổ cũ, tiên lượng cuộc mổ kéo dài do vết mổ cũ gây dính phải gỡ dính.
- Tê tuỷ sống: kỹ thuật đơn giản hơn, duy trì lâu và thuốc cũng không qua được thai nhi, các cơ được thư giãn tốt. Nhưng lại có nhiều tác dụng phụ hơn, nhất là tác dụng tụt huyết áp. Do đó không thích hợp với những trường hợp choáng, mẹ mất máu nhiều, thai suy, huyết áp không ổn định.
- Mê nội khí quản: thời gian chuẩn bị ngắn, thích hợp cho mổ cấp cứu, ít tác dụng phụ. Nhưng thuốc qua nhau thai, đến thai, vì vậy kể từ lúc dẫn đầu mê đến lúc lấy em bé không được quá 5-7 phút. Người ta không chọn mê nội khí quản cho những trường hợp dự kiến là khó khăn, cho bệnh nhân có bệnh lý hô hấp, bệnh lý gan-thận.

### Rạch bụng
- Đường trắng giữa trên xương vệ (xương mu): đường cơ động, rộng, vào tử cung nhanh. Đồng thời cũng ít chảy máu hơn.
- Các đường ngang trên xương vệ: thường được làm hơn cả vì ít đau hơn, giảm nguy cơ thoát vị thành bụng, bộc lộ vùng chậu rất rõ ràng và thẩm mỹ hơn.

### Rạch tử cung
Có hai phương pháp rạch tử cung để vào buồng tử cung lấy thai.
- Đường rạch ngang đoạn dưới tử cung:
Trong 90% các trường hợp mổ lấy thai, đường rạch ngang đoạn thấp tử cung được áp dụng. Đường này rạch ở tử cung phía cao hơn bờ trên bàng quang (đáy bàng quang) khoảng 1–2 cm và hơi thấp hơn đường mở phúc mạc.
- Đường rạch dọc tử cung: 
Do có nhiều khuyết điểm nên đường mổ này chỉ dùng trong một số trường hợp hạn chế như: Nhau tiền đạo mặt trước, ngôi ngang, vết mỗ lấy thai cũ quá dính, thai non tháng, nhau cài răng lược, tránh nhân xơ ở đoạn dưới thân TC. Nếu ngôi ngang lưng quay xuống được xác định nên mổ dọc tử cung ngay, nếu đã mở ngang đoạn dưới nên rạch thêm đường dọc mới lấy được thai nhanh, dễ dàng, tránh nguy cơ suy thai, chảy máu do thời gian lấy thai lâu .

Tuy nhiên trong những trường hợp trên vẫn có thể dùng đường mổ ngang đoạn dưới tử cung. Tuy nhiên có một chỉ định tuyệt đối của mổ đường dọc thân tử cung đó là mẹ có ung thư cổ tử cung xâm lấn.

### Lấy thai

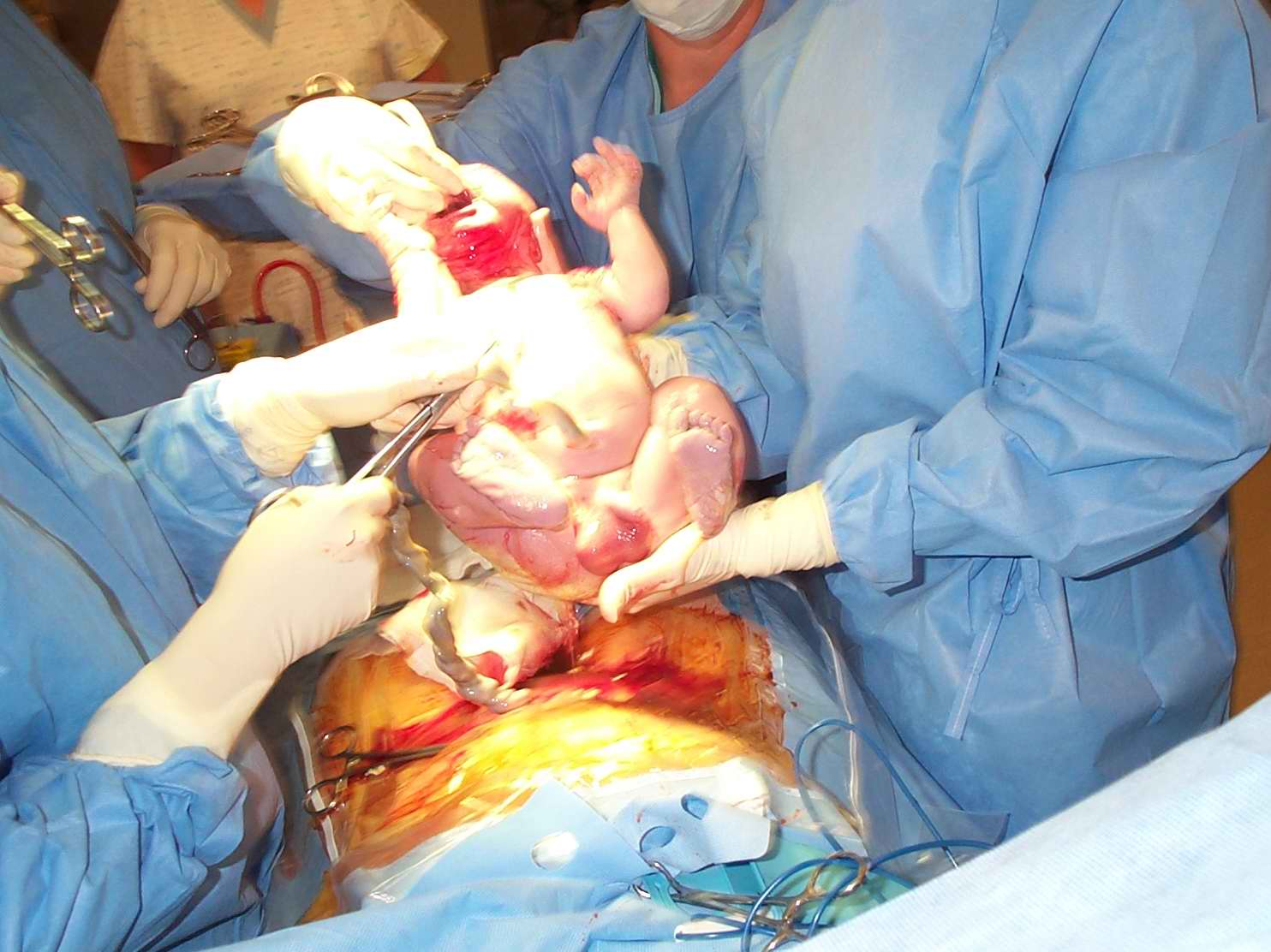
Thai nhi đang được lấy ra

- Ngôi đầu: đưa bàn tay vào phía dưới đầu thai, đẩy đầu lên ngang với mép đường mở TC, tay kia đẩy nhẹ nhàng ở đáy TC để ngôi thai trượt trên bàn tay đi ra khỏi vết mổ.
- Ngôi mông: lấy thai từ chân hay mông.
- Ngôi ngang: lấy thai bằng chân thai.
- Với đường mổ dọc thân: lấy thai bằng chân.

### Sổ nhau
Lóc nhau bằng tay nếu chảy máu nhiều, còn nếu ít chảy máu thì có thể chờ tử cung co hồi và nhau tự bong.
Sau đó bệnh nhân sẽ được truyền Oxytocin giúp tử cung co hồi tốt.

### Khâu tử cung
Có thể khâu một hoặc hai lớp. Riêng đường mổ dọc thân cần phải khâu nhiều lớp.
Khi khâu phải lấy toàn bộ lớp cơ, phẫu thuật viên sẽ không lấy cả lớp niêm mạc tử cung vì nếu để niêm mạc lọt vào giữa vết mổ bệnh nhân có nguy cơ bị lạc nội mạc tử cung sau này.

## Tai biến

### Tai biến trong lúc mổ
- Rách tử cung (thường ở đoạn dưới tử cung khi mổ tử cung ở đoạn dưới)
- Tổn thương bàng quang, niệu quản, ruột...
- Chảy máu do phạm phải động mạch tử cung, do đờ tử cung.
- Mất trương lực tử cung - đờ tử cung: gặp ở sản phụ đa sản, đa ối, sản phụ trước đó đã chuyển dạ kéo dài khó khăn. Khi ấy nguy cơ sẽ mất máu nhiều hơn.
- Các tai biến do gây mê.

### Biến chứng sau mổ
- Nhiễm trùng: nhiễm trùng trong cơ tử cung (endomyometritis), nhiễm trùng vết mổ,...
- Nhiễm trùng đường tiểu
- Thoát vị thành bụng
- Dính ruột
- Lạc nội mạc tử cung
- Các biến chứng do thuyên tắc tĩnh mạch khi nằm hậu phẫu lâu...

### Tai biến cho con
- Ảnh hưởng bởi thuốc mê.
- Chạm thương khi phẫu thuật.
- Hít phải nước ối.

## Kết luận
Ngày nay tỷ lệ mổ lấy thai ngày càng nhiều. Nhưng mổ lấy thai không phải là một phương pháp an toàn, mà cũng có nguy hiểm và ảnh hưởng đến tương lai sản khoa của bà mẹ.
Một sản phụ có một vết mổ cũ trên tử cung luôn được coi là một sản phụ nguy cơ cao:
- Vì sẽ có nguy cơ bị những tai biến trong lúc mang thai và chuyển dạ cao hơn một sản phụ không có vết mổ cũ.
- Thêm nữa, hầu hết các sản phụ đã có một vết mổ cũ trên tử cung thường phải mổ lấy thai ở lần mang thai tiếp theo.
- Các bác sĩ thường khuyên các sản phụ đã có hai lần mổ lấy thai không được mang thai nữa vì nguy cơ vỡ tử cung trong lần mang thai sau đó là rất cao.

Vì vậy cần cân nhắc khi mổ lấy thai. Và trong thời kỳ hậu phẫu thì cần nhớ rằng bệnh nhân luôn có 2 vấn đề: vấn đề hậu phẫu và vấn đề hậu sản.